# Huis te Schoten (versterkt huis)
Het Huis te Schoten of Huis ter Schotervlieland was een versterkt huis in de Nederlandse gemeente Haarlem, provincie Noord-Holland.

## Geschiedenis
Het ambacht Schotervlieland was een van de Zeven heerlijkheden. In 1316 legden de broers Jan Barthoud van Schoten en Dirk Barthoud in een akte vast dat ze bij hun erf een kapel hadden gesticht. Deze kapel kreeg van hen tevens een jaarlijkse rente van 10 pond per jaar die geïnd kon worden 'an onse husinge', oftewel het huis waar de beide broers woonden.

### Leen van Egmond
In 1336 droegen de broers het huis in leen op aan Jan van Egmond. Zowel Dirk als Jan overleden vóór 1342 zonder wettige nakomelingen en nu vervielen hun bezittingen aan graaf Willem IV, behalve het huis: daarvan was door Jan van Egmond in de belening bepaald dat het toe zou vallen aan Jan Barthouds buitenechtelijke zoon Boudijn. Dirks echtgenote Elisabeth meende nog aanspraak te kunnen maken op het vruchtgebruik van de grond, maar volgens de graaf had haar man dat niet geregeld en had zij dus geen rechten. Om te voorkomen dat Elisabeth in armoede zou vervallen, schonk Willem IV haar een jaarrente van 20 pond.

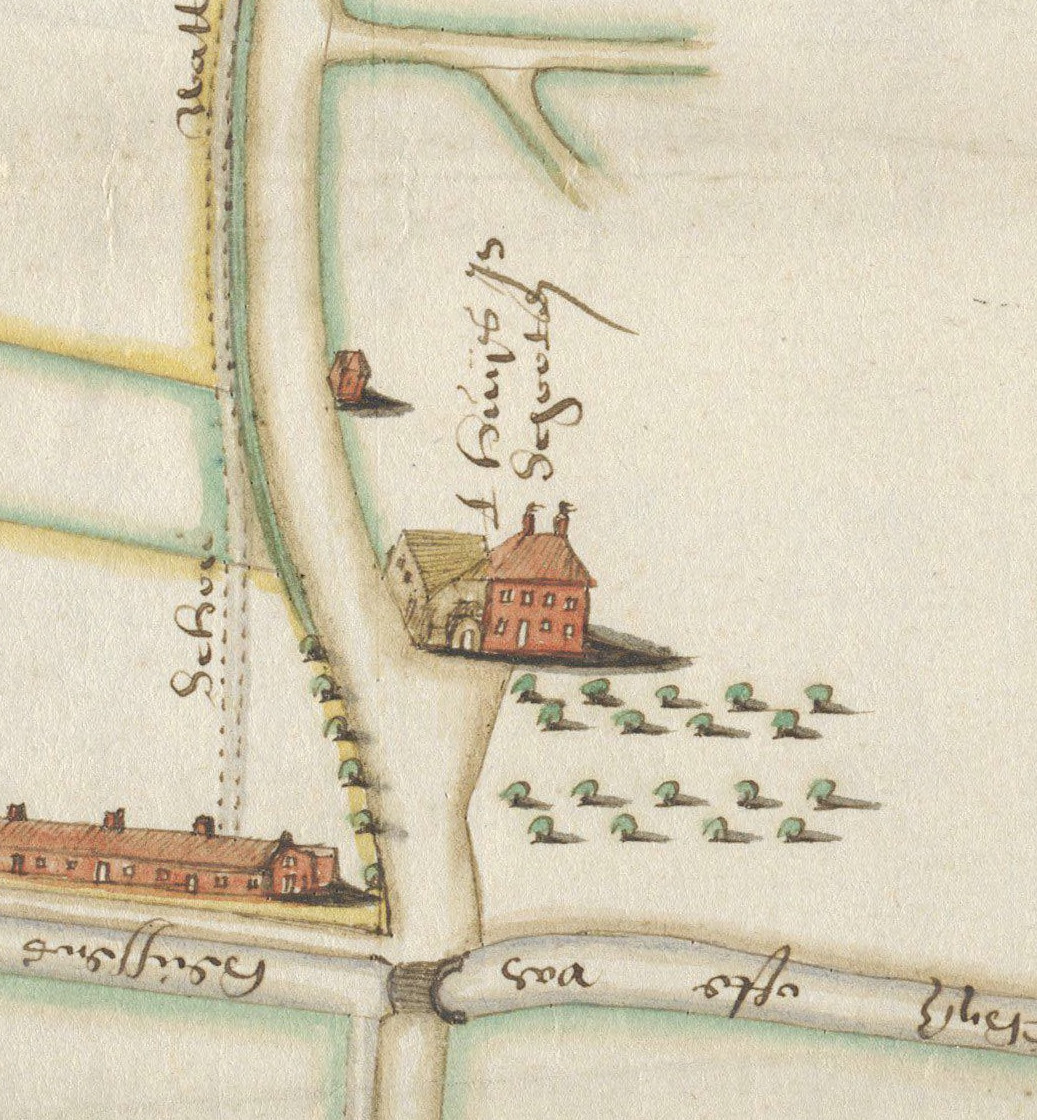
Kaart uit 1661 met het Huis te Schoten, gelegen langs de Heerenweg (tegenwoordig de Rijksstraatweg)

De bastaardzoon Boudijn Jansz kreeg vermoedelijk twee zonen die net als hun voorouders de namen Jan en Dirk Barthoud droegen. Jan Barthoud van Schoten was ambachtsheer van Schotervlieland. Hij werd in 1377 in Beverwijk doodgeslagen, terwijl Dirk vóór 1385/1386 zal zijn overleden.

### Van Tetrode
In de 15e eeuw waren het huis en het ambacht los geraakt van elkaar. Zo werd Barthoud van Assendelft Willemsz in 1414 beleend met het ambacht, terwijl het huis al eerder door de heer Van Egmond in leen was gegeven aan Seger IJsbrandsz. Omdat Seger niet in staat bleek voor zichzelf te zorgen, werd hij in 1411 onder curatele gesteld van Dirk van Tetrode Jansz. Het leen kwam ook op naam van Dirk te staan, maar pas in 1434 - na Segers overlijden - werd hij daadwerkelijk met het huis beleend. 
Dirk van Tetrode had geen kinderen en het leen werd daardoor geërfd door zijn zus Janna. Zij werd in 1437 met het huis beleend. Na haar overlijden volgde haar zoon Albrecht de Weent haar in 1449 op. Albrecht maakte van het huis een lijftocht voor zijn echtgenote. 

### Van Berkenrode en Van Schagen
In 1478 besloot de heer Van Egmond dat het leen niet langer aan de familie De Weent werd toegekend. Hij gaf het huis nu in leen aan Johan van Berkenrode. Het huis bleef in deze familie, want in 1504 was het aan Gerrit Berkenrode Jansz om de belening te ontvangen. Gerrit kon het huis echter niet nalaten aan zijn zoon, want die was priester geworden, dus vererfde het huis in 1530 naar neef Jan, heer van Schagen en Burghorn. De heren Van Schagen volgden elkaar nu op: Willem van Schagen in 1543 en Jan van Schagen in 1549. 
Over de lotgevallen van het Huis te Schoten is verder niets bekend. Het kasteeltje is uiteindelijk verdwenen en werd een buitenplaats. Deze is weer opgevolgd door een boerderij. 

## Beschrijving
Het is onbekend hoe het versterkte huis er uit heeft gezien. In 1504 bestond het leen uit het huis, een boomgaard en een bouwhuis. Tekeningen uit de 18e eeuw tonen een boerderij, die eind 19e eeuw weer was verdwenen. Op de kasteellocatie is in de 20e eeuw een woonwijk gebouwd.  

### Naam
De naam Huis te Schoten werd in de middeleeuwen gebruikt voor het nabijgelegen kasteel Huis ter Kleef.
Het huis in Schotervlieland werd pas vanaf midden 16e eeuw voor het eerst aangeduid als het Huis te Schoten. Daarna ging de naam nog over op de buitenplaats en de boerderij.
Adrichem · Aelbrechtsberg · Akersloot · Amstel · Amsterdam · Assendelft · Assumburg · Banjaert · Beeckestijn · Berkenrode · Boekel · Bollenhofstede · Ten Bosch · Brederode · Caprera · Ter Coulster · Cranenbroek · Dampegeest · Eenigenburch · Egmond · Heemstede · Hilversum · Ilpenstein · Jan Aernts woninge van Bennebroek · Keggenrode · Ter Kleef · Kostverloren · Kronenburg · Marquette · Merestein · Middelburg · Muiderslot · Nederhorst · Nieuwburg · Nuwendoorn · Oud Haerlem · De Park · Poelenburg · Purmersteijn · Radboud · Huis te Ramp · Reewijk/Rietwijk · Rolland · Ruysdael · Schagen · Huis te Schoten · Sparenwoude · Te Spijk · Swanenburch · Sypesteyn · Tetrode · Teylingerbosch · Torenburg · Velsen · De Vlotter · Vogelenzang · Ter Wijc · Wijdenes · Ypestein · Te Zaanen